# ポー・ダメロン
ポー・ダメロン（Poe Dameron）は、映画『スター・ウォーズ』シリーズに登場する架空の軍人。同シリーズの続三部作（シークエル・トリロジー、エピソード7-9）の主要登場人物の一人。オスカー・アイザックが演じた。

## キャラクター

### コンセプト
『エピソード7/フォースの覚醒』（2015年公開）の開発段階では「ジョン・ドゥー」と呼ばれ、ジェダイのようなウェッジ・アンティリーズやウーキー族の相棒を持つ賞金稼ぎが想定されていた。しかしこのコンセプトは破棄され、ハン・ソロとチューバッカが登場することになった。
オスカー・アイザックがオファーされたとき、ポーは『フォースの覚醒』の序盤で死ぬ予定だった。しかしアイザックがその役を受けた際に監督兼脚本家のJ・J・エイブラムスの気が変わり、続三部作を通して主要登場人物として活躍するキャラクターとなった。

### 配役

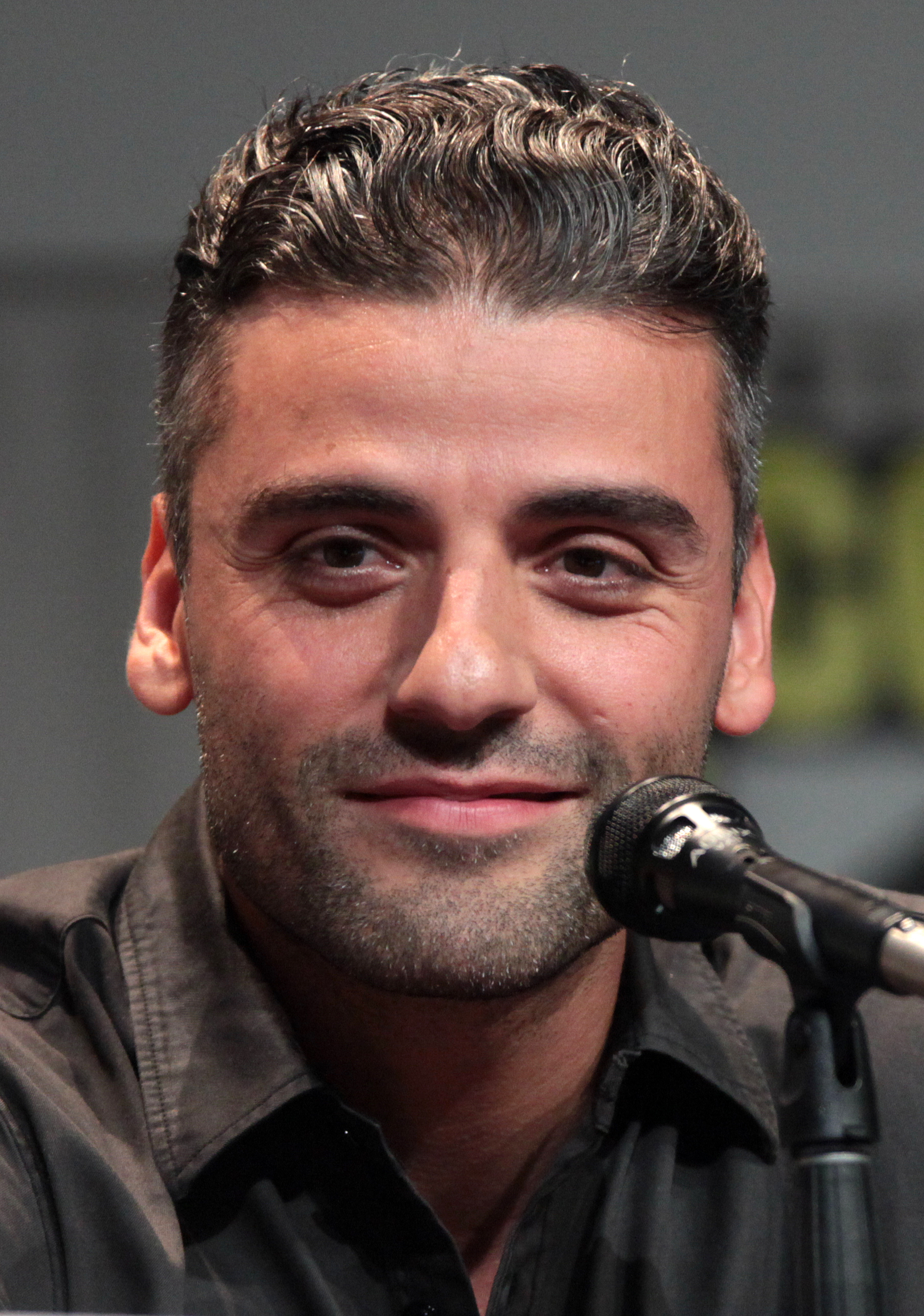
演じたオスカー・アイザック

オスカー・アイザックのキャスティングが発表されたのは2014年4月29日である。彼の演じるキャラクターが初めて登場したのは2014年11月28日の『フォースの覚醒』のティーザー広告であり、Xウィングパイロットとして姿を見せた。ポー・ダメロンという役名は2014年12月のエンターテインメント・ウィークリーによりルーカス・フィルムデザインのトレーディングカードの中で明らかにされた。J・J・エイブラムスのアシスタントのモーガン・ダメロン（Morgan Dameron）から名前を付けられた。
この映画はグアテマラ系アメリカ人であるアイザックをはじめ多様性あるキャスティングで評価された。ローリング・ストーンズのピーター・トラヴァースは「主役を黒人男性、白人女性、ラテン系に与えたことは静かに歴史を作っている」と書いた。
スペイン語圏ではポーのことが大きく取り上げられていた。

### 説明
『フォースの覚醒』においてポーはレジスタンスの熟練したXウィングパイロットだった。
帝国時代の反乱同盟軍の戦士の息子であり、レジスタンスのスターファイター部隊の指揮官であり、レイア・オーガナが最も信頼する作戦隊員であり、頑固だが、どこでも飛べるパイロットだった。
『Star Wars Poe Dameron: Free Fall』の著者アレックス・セグラはポーについて「私は彼の魅力である複雑なキャラクター性が好きだ。少し悪党でルールを曲げることを厭わない。しかし彼は忠誠心と遺産と友情によっても駆り立てられる。絶対悪と絶対善が存在する世界観でポーは少しグレーだ」と述べた。『Star Wars Poe Dameron: Free Fall』で探究されたポーの初期の人生についてセグラは次のように述べた。
ポーは主に両親の遺産に強い責任を感じていますが、それは彼自身の若々しい好奇心、冒険への欲求と常にうまく調和しているとは限りません。ポーが家を出て大きな冒険に乗り出すとき、それがポーの葛藤の核心です。彼は彼の両親が彼にしてほしいと思っていることをプリズムを通して全てみなければなりません。それは普遍的な考え方だと思います。自分に何が期待されているかという考え方で物事を二乗しようとすることはよくありますが、最終的には以前のものを尊重しながら、独自のルールを作る必要があることを学びます
『エピソード8/最後のジェダイ』（2017年公開）の撮影後、公開前にアイザックはポーについて次のように述べた。
ポーはある意味レイアの代理の息子です。しかし、彼女は彼に、レジスタンスやその後において偉大なリーダーになる可能性、つまり一人の英雄的な兵士から熟練したリーダーへ進化し、戦いに勝つというひたむきさを超えて、銀河の未来像を描くことができる人物になれる可能性があると見ていると思います。レイアは厳しい愛情を込めて、ポーをただのパイロット以上の存在にしたいと考えています

## 出演

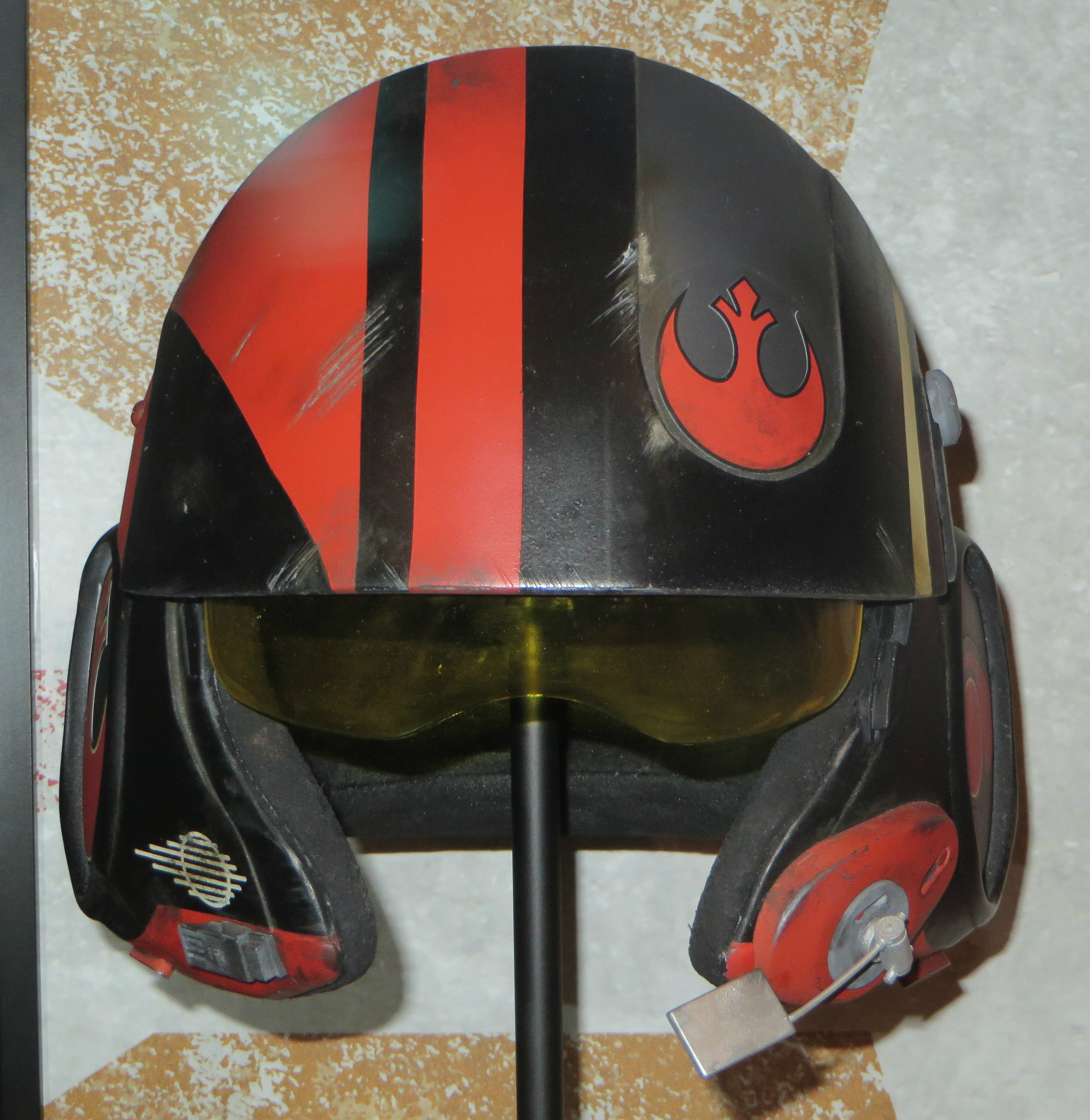
劇中でのポーのヘルメット

### EP7『フォースの覚醒』（2015年）
『フォースの覚醒』において、ポーはレイア・オーガナ将軍率いるレジスタンス艦隊のパイロットだった。ロボットのBB-8は彼のアストロメク・ドロイドである。レイアの指示でルーク・スカイウォーカーの居場所の手掛かりの地図を入手するため惑星ジャクーに派遣された。ファースト・オーダーの攻撃を受けて捕らえられるも、地図はBB-8に託した。捕らえられた後にはカイロ・レンによって拷問された。
その後、反逆したストームトルーパーのフィンに助けられてTIEファイターで脱出してジャクーに墜落。墜落した機体が砂の下に吸い込まれたためポーは死んだと思われたが、生存しており、マズ・カナタの城へのファーストオーダーの攻撃の際にXウィングの部隊を率い、さらにその後、ファースト・オーダーのスターキラー基地を破壊する戦果を挙げた。

### EP8『最後のジェダイ』（2017年）
『最後のジェダイ』は、ファースト・オーダーの艦隊の攻撃を受ける惑星ディカーのレジスタンスの秘密基地からレジスタンスの艦隊が撤退するところからはじまるが、ポーがレイアの命令を聞かず、敵艦の一つスター・デストロイヤー・ドレッドノートを撃破すると主張して爆撃機を呼び集め、その結果ドレッドノート破壊には成功したものの、多くの爆撃機とその搭乗員を失った。レイアはその損失と命令無視により、彼を中佐から大尉に降格した。
ファースト・オーダーは新技術を使ってハイパースペースを超えた先にまで追跡してきたのでレジスタンス艦隊の逃亡は続き、ポーはファースト・オーダーが追跡してこれないようにスター・デストロイヤーのトラッカーを無効化させるために、フィンと整備士のローズ・ティコを秘密裏にスター・デストロイヤーに送った。
一方、レイア負傷後にレイアの代わってレジスタンス艦隊を指揮していたアミリン・ホルド中将が艦を捨てる方針であることに不満を抱いたポーはホルド中将に対して反乱を起こしたが、目覚めたレイアに気絶させられて結局作戦は予定通り執行された。しかし、レイアもホルドもポーの大胆さに感心した様子だった。レイアはポーが目覚めた後、ホルドの真意を話し、惑星クレイトの放棄された基地まで撤退するための作戦であったことを告げた。
惑星クレイトの基地に逃れた後、ポーは地上部隊を降下してきたファースト・オーダーを迎え撃つため、ボロボロのスキー・スピーダーに乗って出撃したが、ファースト・オーダーの攻撃を止めることはできず、ルーク・スカイウォーカーがカイロ・レンと戦って時間を稼いでいる間に、レジスタンスの基地からの脱出を指揮。彼自身は、レイのミレニアム・ファルコンに乗って脱出した。

### EP9『スカイウォーカーの夜明け』（2019年）
『エピソード9/スカイウォーカーの夜明け』では、物語序盤にレイやフィンらとともにシスの手掛かりを求めて惑星パサーナへ向かい、以降中盤のエンドアの衛星ケフ・ビルまで一緒に冒険することになる。レイをめぐって、フィンと三角関係のようになっている。
道中の惑星キジーミでは、旧知のゾーリ・ブリスと再会。かつてポーはゾーリとともにスパイスの運び屋組織スパイス・ランナーズに属していたが、レジスタンスに参加することを決意して組織を抜け出した過去があることが明らかとなり、彼女は組織から逃げだしたポーを恨んでいたが、最終的にはゾーリと和解した。
レイア・オーガナの死去により、終盤ではレイアの遺志でレジスタンスの将軍に推された。プレッシャーを感じつつもランド・カルリジアンに諭され、引き受けることを決意。復活した皇帝パルパティーンが率いる惑星エクセゴルのシス艦隊に、レジスタンスを率いて挑んだ。戦力で劣るレジスタンスは壊滅寸前まで追いやられ、ポーも絶望しかけたその時、ランドの呼びかけで銀河中から集まった民間人の艦船から成る「人民の艦隊」が救援にかけつけたことで、戦いの流れが変わった。かけつけた民間人パイロットの中には、ゾーリの姿もあった。この救援とエクセゴルでパルパティーンがレイに倒されて滅んだことにより、ポー率いるレジスタンスはシス艦隊に勝利を収めた。帰還後にゾーリ、さらにレイやフィンと祝賀の再開を果たした。